# Delphinium sapellonis
Delphinium sapellonis är en ranunkelväxtart som beskrevs av Tidestrom. Delphinium sapellonis ingår i släktet storriddarsporrar, och familjen ranunkelväxter. Inga underarter finns listade i Catalogue of Life.